# Vârf de sarcină

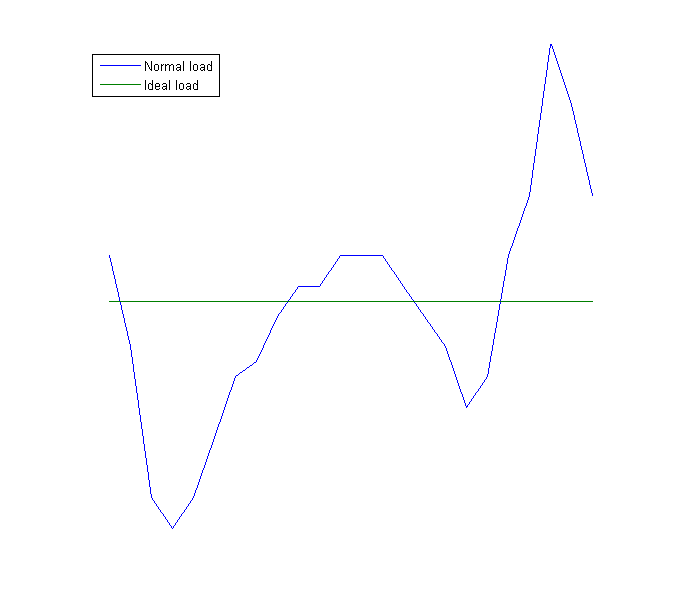
O curbă de sarcină zilnică, cu „vârful de seară” foarte pronunțat. Cu albastru este cererea reală, cu verde încărcarea ideală.

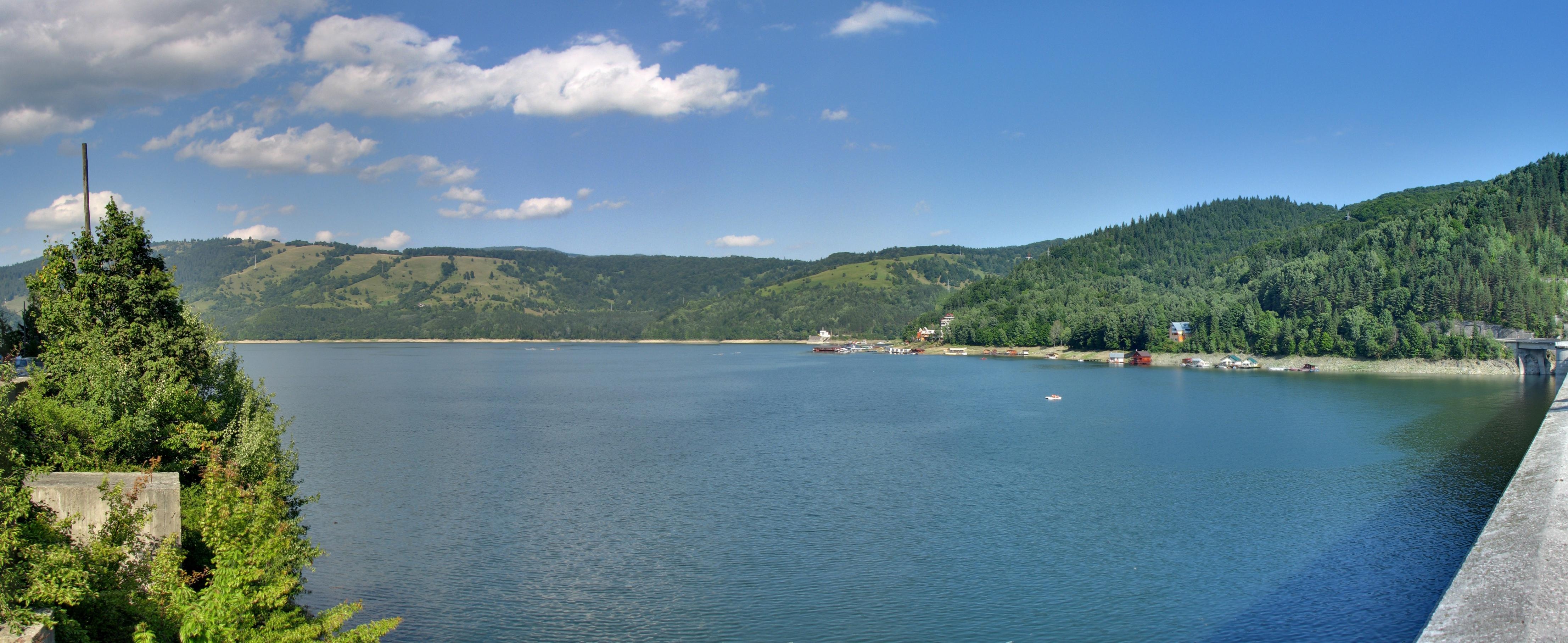
Lacul Izvorul Muntelui de lângă Bicaz, utilizat pentru a genera energie hidroelectrică în vârful de sarcină sau în caz de urgență

Într-o rețea electrică vârful de sarcină este cea mai mare cerere de putere electrică care a avut loc într-o anumită perioadă de timp. Vârful de sarcină poate fi unul zilnic, săptămânal, sezonier sau anual. „Cererea de vârf” sau „sarcina de vârf” sunt termeni utilizați în gestionarea cererii de energie⁠(d) care descriu o perioadă în care se așteaptă ca putere electrică să fie furnizată pentru o anumită perioadă la un nivel semnificativ mai mare decât media cererii pe interval. Fluctuațiile de vârf ale cererii pot apărea pe cicluri zilnice, săptămânale, sezoniere și anuale. Pentru o companie furnizoare de energie electrică sarcina de vârf este de obicei cerută timp de o singură jumătate de oră sau o oră, corespunzătoare celui mai mare consum de energie electrică de către clienți. Vârful de sarcină este determinat de o combinație între funcționarea birourilor, cererea internă și, în unele perioade ale anului, de căderea întunericului, fiind acoperit de către centralele electrice de vârf⁠(d).
Unele companii vor taxa clienții în funcție de cererea lor individuală în perioade de vârf de sarcină. Pentru a calcula tarifele se poate lua în considerație cea mai mare cerere din fiecare lună sau chiar o singură perioadă de 15 până la 30 de minute cu cea mai mare cerere din anul precedent. Deoarece sursele de energie regenerabilă, ca energia solară, eoliană sau mareomotrică au o producție fluctuantă („variabilă”), tranziția la energia regenerabilă va impune condiții suplimentare pentru cererea de vârf.
Creșterea economică a unui stat este asociată invers cu sarcina de vârf.